# 니와 나가시게

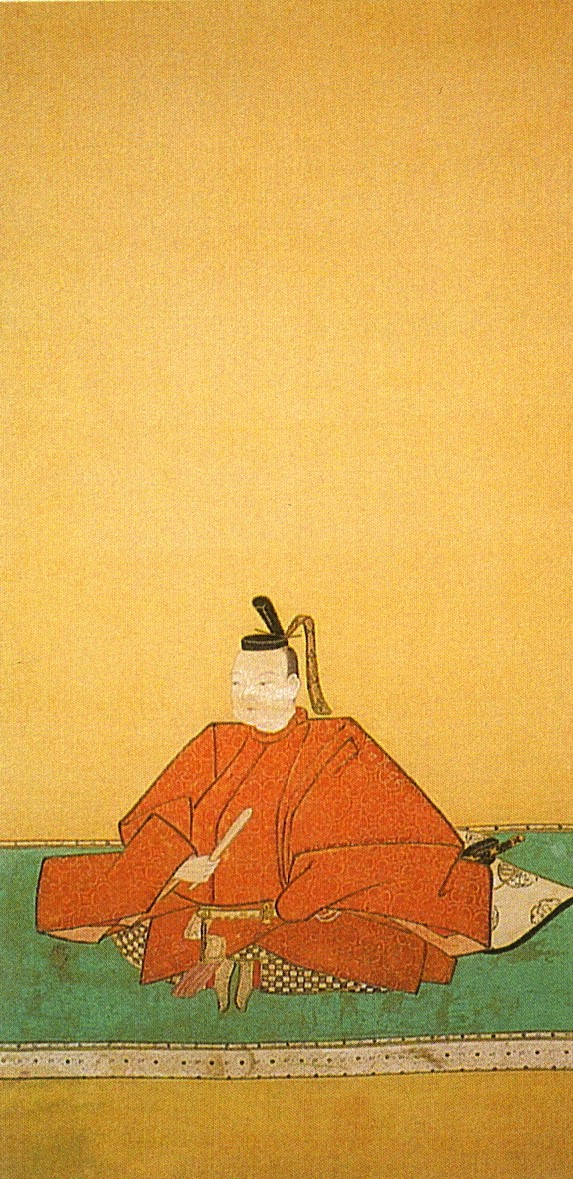
니와 나가시게

니와 나가시게(일본어: 丹羽長重, 1571년 5월 11일 ~ 1637년 4월 30일)는 일본 아즈치모모야마 시대의 무장이자, 에도 시대의 다이묘이다.

## 생애
오다 노부나가의 중신인 니와 나가히데의 맏아들로 태어났다. 1583년, 아버지 나가히데와 함께 시즈가타케 전투에 참전하였다. 1584년 고마키·나가쿠테 전투 때는 병중인 아버지를 대신하여 출전하였다. 1585년, 아버지가 사망하면서 에치젠국, 와카사국, 가가국에 걸친 123만 석 영지를 상속받았으나, 그해 엣추 정벌에 종군하였을 때 가신 중에 삿사 나리마사에 내응한 자가 있다는 의심을 받아 하시바 히데요시에 의해 에치젠, 가가의 영지를 몰수당하고 와카사 15만 석만 보유하게 되었다. 또한 중신이었던 나쓰카 마사이에, 미조구치 히데카쓰, 무라카미 요리카쓰(村上頼勝) 등도 소환되었다. 게다가 1587년에는 규슈 정벌 때 가신의 낭자함을 이유로 와카사 영지마저 거두어졌고, 겨우 가가 마쓰토(松任)의 4만 석 영지를 보유한 소다이묘로 격하되었다. 이후 오다와라 정벌에 종군한 공으로 가가 고마쓰(지금의 이시카와현 고마쓰시) 12만 석으로 승진 전봉되었다. 이때 종3위 참의(参議)·가가노카미(加賀守)에 서임되면서 고마쓰지주(小松侍従)라 불리게 되었다.
1598년, 히데요시가 사망하자, 도쿠가와 이에야스로부터 마에다 도시나가를 감시하라는 밀명을 받았다. 1600년, 세키가하라 전투 때 서군에 가담하여 동군인 마에다 도시나가와 아사이나와테 전투(浅井畷の戦い)를 벌였기 때문에, 전쟁이 끝난 뒤 일단 영지를 몰수당하였다. 1603년, 히타치 훗토 번 1만 석 영지를 수여받으면서 다이묘로 복귀하였고, 오사카 전투에 참전하여 공을 세웠다. 그리하여 1619년에는 히타치 에도사키 번 2만 석 영지로 추가 전봉되었다. 1622년에는 무쓰 다나구라번 5만 석의 고쿠다카, 1627년에는 10만 7백 석의 고쿠다카로 시라카와번의 초대 번주가 되어 시라카와 성(白河城)을 축성하였다. 나가시게는 축성의 명수였다고 하며, 그가 무쓰 국으로 부임한 것도 무쓰 요충지의 조카마치 정비와 수비 체제 확립을 위함이었다고도 한다. 만년에는 쇼군 히데타다, 이에미쓰의 오토기슈로서 중용되었다.
1637년 음력 윤3월 6일 향년 67세의 나이로 사망하였다. (65세라고도 한다) 장차남 모두 일찍 죽은 관계로 삼남 미쓰시게가 그 뒤를 이었다.

## 관련 작품
- 세키가하라 전투 (소설) (시바 료타로)

| 전임 (니와 나가히데) | 제2대 고다마 니와씨 당주 1585년 ~ 1637년 | 후임 니와 미쓰시게 |

| 전임 야마오카 가게토모 | 히타치 훗토 번 번주 (니와가) 1603년 ~ 1619년 | 후임 폐번 |

| 전임 아오야마 다다토시 | 에도사키 번 번주 (니와가) 1619년 ~ 1622년 | 후임 폐번 |

| 전임 다치바나 무네시게 | 다나구라번 번주 (니와가) 1622년 ~ 1627년 | 후임 나이토 노부테루 |

|  | 제1대 시라카와번 번주 (니와가) 1627년 ~ 1637년 | 후임 니와 미쓰시게 |